# Enzo Della Santa
Enzo Della Santa (* 19. Juli 1928 in Venedig) ist ein italienischer Dokumentarfilmer.

## Leben
Della Santa war hauptsächlich Kameramann für und Regisseur von Dokumentarfilmen, der bei zwei Gelegenheiten auch im Spielfilmbereich tätig war und insgesamt mit drei Filmen in den Kinosälen vertreten war. 1954 debütierte er hier mit I bambini ci amano; der im Folgejahr entstandene Honey fand einen Verleih; der 1962 unabhängig und im Alleingang hergestellte Il cielo piange fand allerdings nur geringe Verbreitung.
Della Santa verließ nach diesen Erfahrungen die Filmszene, zog nach Preganziol und betrieb dort einen Laden für Pharmazeutische Erzeugnisse, vor allem Heilpflanzen.

## Filmografie
- 1954: I bambini ci amano
- 1955: Honey degli uomini perduti (Dokumentarfilm)
- 1962: Il cielo piange